# Vladikavkaz
Vladikavkaz o Dzaudjikau (rus: Владикавка́з, Vladikavkaz; osseta: Дзæуджыхъæу, Dzæudžyqæu) ( ? i  escolteu-ne la pronunciació en osseta) és la capital de la república caucàsica d'Ossètia del Nord, a la Federació Russa. La ciutat està situada al sud-oest de la república, al peu de les muntanyes del Caucas i al costat del riu Terek.
La ciutat es va fundar l'any 1784, durant la conquesta del Caucas pels russos, amb la finalitat d'establir un enclavament estratègic per a controlar la regió i la seva connexió amb Geòrgia. El nom de Vladikavkaz significa en rus Governant del Caucas, mentre que en osset vol dir Reina del Caucas. Durant els períodes de 1931 a 1944 i de 1954 a 1990, la ciutat s'anomenà Ordjonikidze  (Орджоники́дзе), en honor del líder bolxevic Sergo Ordjonikidze. Vladikavkaz va ser presa l'any 1919, durant la Guerra Civil Russa, per les tropes de l'exèrcit blanc comandades per Anton Ivànovitx Denikin, que hi van resistir un any abans d'ésser derrotades per l'Exèrcit Roig. Durant la Segona Guerra Mundial l'exèrcit nazi va assetjar infructuosament la ciutat, que va marcar l'extrem oriental de l'expansió alemanya.
Durant la dissolució de la Unió Soviètica, el novembre de 1992, després que els insurgents ingúixos van prendre una part important del Districte de Prigoridnyi amb la pretensió d'incorporar-lo a la República d'Ingúixia, respost amb la deportació, ajudada per les tropes de l'exèrcit rus, de 60.000 íngúixos de Vladikavkaz a Ingúixia, dels que van morir 300.

## Geografia

### Clima
| Paràmetres climàtics mitjans de Vladikavkaz | Paràmetres climàtics mitjans de Vladikavkaz | Paràmetres climàtics mitjans de Vladikavkaz | Paràmetres climàtics mitjans de Vladikavkaz | Paràmetres climàtics mitjans de Vladikavkaz | Paràmetres climàtics mitjans de Vladikavkaz | Paràmetres climàtics mitjans de Vladikavkaz | Paràmetres climàtics mitjans de Vladikavkaz | Paràmetres climàtics mitjans de Vladikavkaz | Paràmetres climàtics mitjans de Vladikavkaz | Paràmetres climàtics mitjans de Vladikavkaz | Paràmetres climàtics mitjans de Vladikavkaz | Paràmetres climàtics mitjans de Vladikavkaz | Paràmetres climàtics mitjans de Vladikavkaz |
| Mes                                         | Gen.                                        | Feb.                                        | Mar.                                        | Abr.                                        | Mai.                                        | Jun.                                        | Jul.                                        | Ago.                                        | Set.                                        | Oct.                                        | Nov.                                        | Des.                                        | Anual                                       |
| ------------------------------------------- | ------------------------------------------- | ------------------------------------------- | ------------------------------------------- | ------------------------------------------- | ------------------------------------------- | ------------------------------------------- | ------------------------------------------- | ------------------------------------------- | ------------------------------------------- | ------------------------------------------- | ------------------------------------------- | ------------------------------------------- | ------------------------------------------- |
| Temperatura màxima registrada °C (°F)       | 20,2 (68,4)                                 | 22,6 (72,7)                                 | 30,3 (86,5)                                 | 34,0 (93,2)                                 | 33,1 (91,6)                                 | 38,0 (100,4)                                | 37,5 (99,5)                                 | 39,2 (102,6)                                | 38,2 (100,8)                                | 33,5 (92,3)                                 | 24,8 (76,6)                                 | 27,2 (81)                                   | 39,2 (102,6)                                |
| Temperatura mínima registrada °C (°F)       | −23,0 (−9,4)                                | −23,0 (−9,4)                                | −20,0 (−4)                                  | −8,0 (17,6)                                 | −1,2 (29,8)                                 | 5,0 (41)                                    | 7,5 (45,5)                                  | 6,0 (42,8)                                  | 0,7 (33,3)                                  | −10,0 (14)                                  | −17,7 (0,1)                                 | −20,0 (−4)                                  | −23,0 (−9,4)                                |
| Temperatura diària màxima °C (°F)           | 3,3 (37,9)                                  | 3,5 (38,3)                                  | 8,3 (46,9)                                  | 15,3 (59,5)                                 | 19,9 (67,8)                                 | 23,8 (74,8)                                 | 26,2 (79,2)                                 | 25,7 (78,3)                                 | 21,3 (70,3)                                 | 15,4 (59,7)                                 | 8,8 (47,8)                                  | 4,9 (40,8)                                  | 14,7 (58,5)                                 |
| Temperatura diària mínima °C (°F)           | −5,7 (21,7)                                 | −5,6 (21,9)                                 | −0,8 (30,6)                                 | 5,1 (41,2)                                  | 9,8 (49,6)                                  | 13,6 (56,5)                                 | 16,2 (61,2)                                 | 15,7 (60,3)                                 | 11,2 (52,2)                                 | 5,7 (42,3)                                  | 0,1 (32,2)                                  | −4,1 (24,6)                                 | 5,1 (41,2)                                  |
| Precipitació total mm (polzades)            | 29,6 (1,2)                                  | 31,9 (1,3)                                  | 56,2 (2,2)                                  | 88,4 (3,5)                                  | 144,7 (5,7)                                 | 177,7 (7)                                   | 119,3 (4,7)                                 | 92,3 (3,6)                                  | 72,7 (2,9)                                  | 58,5 (2,3)                                  | 42,1 (1,7)                                  | 32,0 (1,3)                                  | 945,4 (37,2)                                |
| Font: Погода Владикавказа                   |                                             |                                             |                                             |                                             |                                             |                                             |                                             |                                             |                                             |                                             |                                             |                                             |                                             |

## Fills il·lustres
- Vera Trefilova (1875-1943) ballarina clàssica.